# Hespérie de Lederer
Thymelicus hyrax
Espèce
L'Hespérie de Lederer (Thymelicus hyrax) est une espèce de lépidoptères (papillons) de la famille des Hesperiidae, de la sous-famille des Hesperiinae et du genre Thymelicus présent en Grèce et au Proche-Orient.

## Dénomination
Thymelicus hyrax a été nommé par Julius Lederer en 1861.

### Noms vernaculaires
Le nom vernaculaire grec de ce lépidoptère est Εσπερίδα των πετρών (traduction : Hespérie des pierres) et fait référence aux lieux rocheux qu'elle affectionne.

Les Anglais désignent ce papillon sous le nom de levantine skipper (traduction : Hespérie du levant), ce qui peut prêter à confusion (l'Hespérie levantine qui désigne en français Charcharodus orientalis).
En Turquie, ce lépidoptère porte le nom de levantin zipzip.

## Description
L'Hespérie de Lederer ressemble beaucoup à la Bande noire (Thymelicus sylvestris), avec un dessus aux ailes marron orangé, une partie costale des antérieures orangée et une fine bordure marron, mais le verso des ailes postérieures est verdâtre.

## Biologie

### Période de vol et hivernation
L'Hespérie de Lederer vole en une seule génération de fin avril à fin juin.

### Plantes hôtes
Les plantes hôtes de sa chenille seraient des Poaceae (graminées).

## Écologie et distribution
L'Hespérie de Lederer est présente en Europe uniquement dans quelques sites de Grèce continentale (Sud du massif du Parnasse, Monts Askion) et dans certaines îles de la mer Égée (Samos, Rhodes, Lesbos, Chio). L'Hespérie de Lederer est aussi présente en Turquie, et jusqu'en Israël, Iran, Arménie et dans le Caucase,,.

### Biotope
L'Hespérie de Lederer réside dans les milieux rocheux secs et chauds.

### Protection
Pas de statut de protection particulier.